# Los Colorados
Los Colorados (Oekraïens: Лос Колорадос) is een Oekraïense polkaband. De groep is in 2006 in Ternopil opgericht. De band speelt ook zelfgeschreven nummers, maar verwierf bekendheid met covers van enkele Westerse popliederen, waaronder Katy Perrys Hot’n’Cold. Een opname hiervan bij een regionale tv-zender in Ternopil deed al snel de ronde over het internet. Kate Perry zelf kon de cover ook waarderen.

## EK 2012
De band is door de Duitse tv-zender ZDF gevraagd de officiële tune voor het EK aan te leveren; dit is een cover van Reel 2 Real's "I Like To Move It" geworden.